# Корекски пещери
Корекски пещери (на италиански: Grotte di Coreca) са 2 карстови пещери в Италия, намиращи се в близост до кметство Корека, община Амантеа, област Калабрия.
Входовете на пещерите са много близо, на около 10 метра един до друг. В миналото са се намирали на морското равнище, докато в днешно време са на 25 м н.м.р., върху скална стена. Поради това достъпът до тях е труден.
Различават се по ширината на входовете. Грутуни има широк вход, за разлика от Грота ду Скуру, която е с тесен вход. Това прави Грутуни по-светла пещера, докато Грота ду Скуру е тъмна.
Тези съседни пещери са важни от археологическа гледна точка. През 2012 г. е доказано (потвърдени са по-ранните резултати на учени от Пиемонте), че са използвани през късната бронзова епоха, както и в по-късни периоди. Намерените артефакти – теракота, каменни оръдия на труда, полирани камъни и т.н., са били добре запазени поради трудната достъпност на пещерите.
Пещерите са използвани за различни цели – Грутуни е използвана за живеене, докато Грота ду Скуру – за погребални ритуали.